# Ethel Baraona
Ethel Baraona Pohl (San Salvador, 1970) es una arquitecta, crítica, editora y comisaria de arquitectura salvadoreña-española.

## Biografía
Baraona Pohl estudió arquitectura en la Universidad Albert Einstein en San Salvador.En 1998 se trasladó a España, donde reside en la actualidad. 
En 2007 fundó DPR-Barcelona junto a César Reyes Nájera en Barcelona, una editorial independiente y  estudio de investigación desde exploran en diferentes formatos el cruce entre la arquitectura, la teoría política y el ámbito social.
Baraona fue editora de la publicación Quaderns y miembro del consejo editorial de la revista Volume donde trabaja como teórica y crítica de arquitectura desde el año 2003.
Baraona también fue curadora asociada de Adhocracy para la Primera Bienal de Diseño de Estambul en 2012 y co-comisaria, junto a Reyes, del ciclo 2013-14 de Think Space, ‘Money’. En 2015 fue co-comisaria de la exposición Adhocracy ATHENS para el Onassis Cultural Center, ganadora del Premio ADI Cultura 2016.
En 2020 fue curadora de Twelve Cautionary Urban Tales (Doce Fábulas Urbanas), una exposición en Matadero Madrid sobre "sobre la ciudad: no lo que es, sino lo que podría ser".Ese mismo año participó en el primer encuentro de Comunicadores de Arquitectura en Iberoamérica (COMA), junto a personalidades como la arquitecta española Ariadna Cantís, la artista brasileña Giselle Beiguelman y el arquitecto chileno Nicolás Valencia.
En entrevista con Tania Pleitez, Baraona explicó a su manera su vocación:
Entendiendo que el término ‘publicar’ se deriva del concepto de ‘hacer público’, de compartir contenidos y conocimiento, esto que llamamos ‘vocación’ tiene ahora múltiples ramificaciones, pero todas conectadas a la idea de compartir contenidos. Desde publicar libros impresos, e-Books, posts en nuestro blog, comisariar una exposición, hasta dar conferencias y talleres relacionados con los mismos temas de investigación; todo se resume en ese deseo de compartir, por un lado, y aprender mientras investigamos, por el otro.